# Hymn Litewskiej SRR
Hymn Litewskiej SRR został przyjęty w roku 1950 i był używany do 1988. Muzykę skomponowali Balys Dvarionas oraz Jonas Švedas, a słowa napisał Antanas Venclova. Po śmierci Józefa Stalina wzmianka o nim została usunięta z drugiej zwrotki przez Vacysa Reimerisa. Poniżej jest przedstawiona ta właśnie wersja.
| Słowa litewskie | Tłumaczenie polskie |
| --- | --- |
| Tarybinę Lietuvą liaudis sukūrė, Už laisvę ir tiesą kovojus ilgai. Kur Vilnius, kur Nemunas, Baltijos jūra, Ten klesti mūs miestai, derlingi laukai. Tarybų Sąjungoj šlovingoj, Tarp lygių lygi ir laisva, Gyvuok per amžius, būk laiminga, Brangi Tarybų Lietuva! Į laisvę mums Leninas nušvietė kelią, Padėjo kovoj didi rusų tauta. Mus Partija veda į laimę ir galią, Tautų mūs draugystė kaip plienas tvirta. Tarybų Sąjungoj šlovingoj, Tarp lygių lygi ir laisva, Gyvuok per amžius, būk laiminga, Brangi Tarybų Lietuva! Tėvynė galinga, nebijom pavojų, Tebūna padangė taiki ir tyra. Mes darbu sukursim didingą rytojų, Ir žemę nušvies komunizmo aušra. Tarybų Sąjungoj šlovingoj, Tarp lygių lygi ir laisva, Gyvuok per amžius, būk laiminga, Brangi Tarybų Lietuva! | Radziecką Litwę stworzył lud, Za wolność i prawdę długo walczący. Gdzie Wilno, gdzie Niemen, Bałtyckie Morze, Tam kwitną nasze miasta, urodzajne pola. W sławnym Związku Radzieckim, Między równymi równa i wolna, Żyj przez wieki, bądź szczęśliwa, Droga Radziecka Litwo! Do wolności nam Lenin oświecił drogę, Dopomógł w walce wielki naród rosyjski. Nas Partia prowadzi ku szczęściu i potędze, Przyjaźń naszych narodów jest mocna jak stal. W sławnym Związku Radzieckim, Między równymi równa i wolna, Żyj przez wieki, bądź szczęśliwa, Droga Radziecka Litwo! Ojczyzna jest potężna, niebezpieczeństw się nie boimy, Niech będą spokojne i czyste przestworza. My pracą stworzymy wielkie jutro, I ziemię jutrzenka komunizmu rozświetli. W sławnym Związku Radzieckim, Między równymi równa i wolna, Żyj przez wieki, bądź szczęśliwa, Droga Radziecka Litwo! |